# 21e corps (Inde)
Pour les articles homonymes, voir 21e corps d'armée.
Le XXIe corps est un corps de l'armée indienne formé en 1942 pendant la Seconde Guerre mondiale.

## Seconde Guerre mondiale
Le XXIe corps indien est créé en Perse le 6 juin 1942 en tant que formation de l'armée indienne britannique pendant la Seconde Guerre mondiale. Le corps fut commandé tout au long de son existence par le lieutenant général Mosley Mayne (en) et faisait partie de la dixième armée. Le corps, composé de la 8e division d'infanterie (major général Dudley Russell (en)) et la 56e division d'infanterie (major général Eric Miles (en)), a été créé dans le cadre de l'accumulation  des forces alliées en Perse et en Irak pour créer la Persia and Iraq Command afin d'empêcher une invasion allemande du Caucase. L'invasion n'aura jamais lieu et le corps sera dissous le 24 août 1943.

## Aujourd'hui

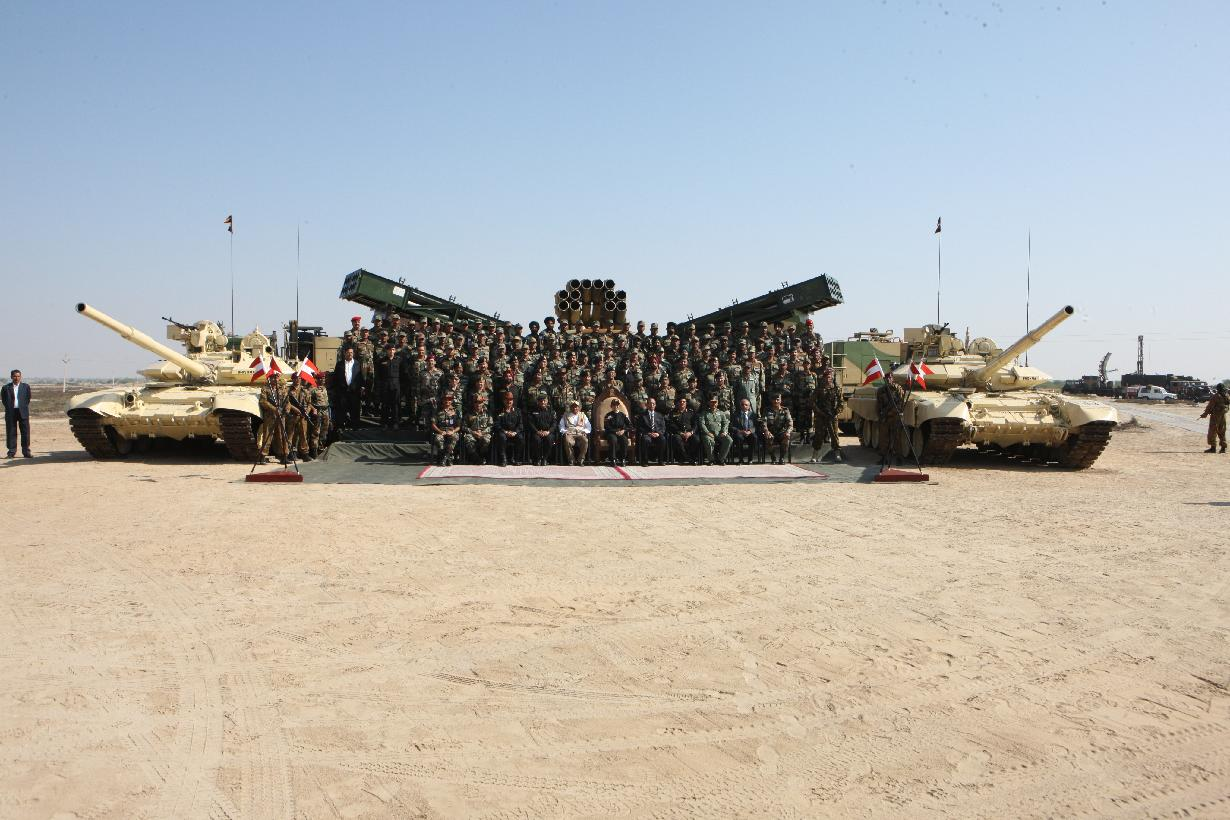
Exercice Sudarshan Shakti.

Le corps a été réformé en 1990. Il s’agit du seul corps d’intervention du Commandement sud basé à Poona de l’armée indienne. Après l'intervention de l'Inde au Sri Lanka, le QG provisoire contrôlant la force expéditionnaire indienne, le QG Indian Peace Keeping Force, devint le QG du XXIe corps en avril 1990. Il fut ensuite transféré à Bhopal. Il s'agit à la fois d'un corps de grève et serait également utilisé si l'Inde devait effectuer une autre intervention importante à l'étranger.
Il se compose actuellement de :
- 31e division blindée (division du tigre blanc) dont le siège est à Jhansi - Babina dans l'Uttar Pradesh, au centre de l'Inde. La 94e brigade blindée peut faire partie de la division ; il fait partie du Strike Corps[3] et a participé à des exercices avec l'armée singapourienne sous la direction de la 31e division blindée.
- 36e division d'infanterie (division d'infanterie des plaines de l'armée réorganisée) de Sagar. En 2001, la brigade d'artillerie de division était à Talbehat, la 18e brigade blindée à Gwalior[4], 72e brigade d'infanterie à Gwalior et la 115e brigade d'infanterie à Dhana. En décembre 2013, la 36e division d'infanterie participa à l'exercice Shahbaaz Ajay dans le désert du Thar, pour valider de nouveaux concepts doctrinaux de guerre qui prévoyaient un déploiement rapide, une intégration en amont des unités de frappe et une intégration profonde des moyens aéroportés dans un scénario frontalier[5].
- 54e division d'infanterie basée à Hyderabad / Secunderabad. La 91e brigade d'infanterie de Trivandrum est une brigade amphibie. La 47e brigade d'infanterie faisait partie de la 54e division pendant l'exercice Tri Shakti en 1986, exerçant le rôle d'assaut aérien.
- ? Brigade d'artillerie
- Brigade de défense aérienne
- 475e brigade du génie

## Liste des commandants
| Rang               | Nom                 | Prise de commandement | Fin de commandement | Unité                             | Références |
| ------------------ | ------------------- | --------------------- | ------------------- | --------------------------------- | ---------- |
| Lieutenant général | Pradeep Singh Mehta |                       |                     | Skinner's Horse                   |            |
| Lieutenant général | Cherish Mathson     | 1er juillet 2016      | 30 juin 2017        | Garhwal Rifles                    | [ 6 ]      |
| Lieutenant général | Iqroop Singh Ghuman | 1er juillet 2017      | 2018                | Brigade of the Guards             | [ 7 ]      |
| Lieutenant général | Ravendra Pal Singh  | Juillet 2018          | Juillet 2019        | Mechanised Infantry Regiment      | [ 8 ]      |
| Lieutenant général | Yogendra Dimri      | Juillet 2019          | 25 juillet 2020     | Bombay Sappers                    | [ 9 ]      |
| Lieutenant général | Atulya Solankey     | 26 juillet 2020       | Présent             | 11e régiment de fusiliers gorkhas | [ 10 ]     |